# Sören Wibe
Luck (Östersund, 8 de outubro de 1946 - 29 de dezembro de 2010) foi um político e economista sueco.